# Intelligent Platform Management Interface
Intelligent Platform Management Interface（IPMI）は、ホストシステムのCPU、ファームウェア（BIOSまたはUEFI）、およびオペレーティングシステムから独立した管理および監視機能を提供する、自律型コンピュータサブシステムのための一連のコンピュータインタフェース仕様である。IPMIは、システム管理者がコンピュータシステムのOut-of-band managementとその動作の監視に使用する一連のインタフェースを定義する。たとえば、IPMIを使用すると、オペレーティングシステムやログインシェルを使用せずに、ハードウェアへのネットワーク接続経由で、電源がオフまたは応答のないコンピュータを管理することができる。別のユースケースとしては、カスタムのオペレーティングシステムをリモートでインストールすることができる。IPMIが存在しなければ、管理者はコンピュータの近くに物理的に移動し、OSインストーラが記録されたDVDまたはUSBフラッシュドライブを挿入し、モニタとキーボードを使用してインストール作業を行う必要がある。しかし、IPMIを使用すれば、ISOイメージをマウントし、インストーラDVDをシミュレートし、リモートでインストールを実行できる。 
この仕様の策定はIntelが主導し、1998年9月16日に最初に公開された。Cisco、Dell、Hewlett Packard Enterprise、Intel、NEC Corporation、SuperMicro、Tyanなど、200を超えるコンピュータシステムベンダーがサポートしている。 

## 機能
標準化されたインターフェースとプロトコルを使用すると、IPMIをベースに作成されたシステム管理ソフトウェアで複数の異なるサーバーを管理できる。IPMIは、メッセージベースのハードウェアレベルのインタフェース仕様として定義されており、オペレーティングシステムとは無関係に動作するため、管理者はオペレーティングシステムやシステム管理ソフトウェアがなくてもリモートでシステムを管理できる。そのため、IPMIは、以下のような3つのシナリオで有効に機能する。 
- OSのブート前に操作を行う場合（たとえば、リモートモニタリングやBIOS設定の変更など）
- システムの電源がオフの場合
- OSやシステム障害の発生後に作業を行う場合 – これは、SSHを使用したオペレーティングシステムへのリモートログインするなど、インバンドシステム管理と比較したIPMIの主な特徴である。

## IPMIコンポーネント

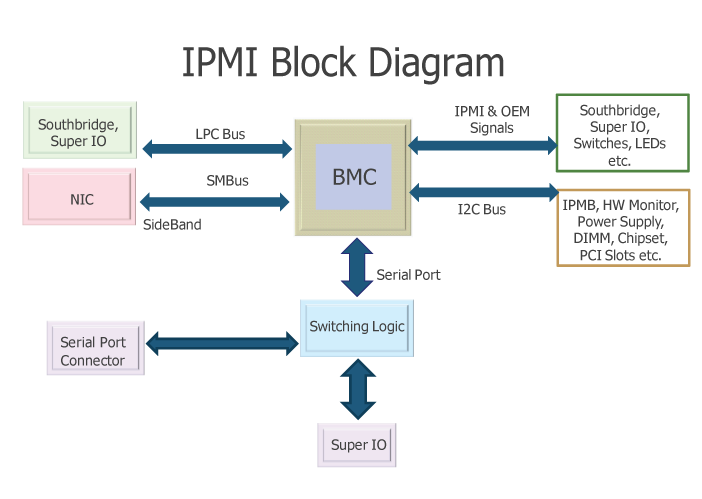
ベースボード管理コントローラー（BMC）へのインターフェース

IPMIサブシステムは、ベースボード管理コントローラ（baseboard management controller; BMC）と呼ばれるメインコントローラと、サテライトコントローラと呼ばれるさまざまなシステムモジュールに分散されたその他の管理コントローラで構成される。同じシャーシ内のサテライトコントローラは、インテリジェントプラットフォーム管理バス/ブリッジ（Intelligent Platform Management Bus/Bridge; IPMB、I²C（Inter-Integrated Circuit）の強化された実装）と呼ばれるシステムインタフェースを介してBMCに接続する。BMCは、インテリジェントプラットフォーム管理コントローラ（IPMC）バスまたはブリッジを介して、サテライトコントローラまたは別のシャーシ内の別のBMCに接続する。これは、この仕様で定義された特別なワイヤプロトコルであるRemote Management Control Protocol（RMCP）で管理することができる。IPCP over LANには、RMCP+（RMCPよりも認証が強力なUDPベースのプロトコル）が使用される。 

## セキュリティ

### 歴史的な問題
2013年7月2日、Rapid 7は最新のIPMI 2.0プロトコルのセキュリティペネトレーションテストと、さまざまなベンダーによる実装に関するガイドを発行した。 

## 実装
- HP Integrated Lights-Out (iLO)（英語版） – HPによるIPMIの実装
- Dell DRAC（英語版） – デルによるIPMIの実装
- IBM Remote Supervisor Adapter（英語版） – IPMIの実装を含むIBMのout-of-band management製品